# Dieffenbachia macrophylla
Dieffenbachia macrophylla là một loài thực vật có hoa trong họ Ráy (Araceae). Loài này được Poepp. mô tả khoa học đầu tiên năm 1845.